# Campeonato Europeo de Piragüismo en Aguas Tranquilas de 2014
El XVI Campeonato Europeo de Piragüismo en Aguas Tranquilas se celebró en Brandeburgo (Alemania) entre el 10 y el 13 de julio de 2014 bajo la organización de la Asociación Europea de Piragüismo (ECA) y la Federación Alemana de Piragüismo.
Las competiciones se realizaron en el canal de piragüismo acondicionado en el lago Beetzsee, al norte de la localidad alemana.

## Medallistas

### Masculino
| Evento            | Oro | Plata                                                                                   | Bronce                                                                                |
| ----------------- | --- | --------------------------------------------------------------------------------------- | ------------------------------------------------------------------------------------- |
| K1 200 m (13.07)  | Marko Dragosavljević Serbia 35,841 s                                                                      | Edward McKeever Reino Unido 36,029 s                                                    | Yuri Postrigai · Rusia · 36,050 s                                                     |
| K2 200 m (13.07)  | Ronald Rauhe · Tom Liebscher · Alemania · 31,797                                                          | Aurimas Lankas · Edvinas Ramanauskas · Lituania · 32,527                                | Liam Heath Jonathan Schofield Reino Unido 32,617                                      |
| K1 500 m (13.07)  | Tom Liebscher · Alemania · 1:40,477                                                                       | René Poulsen Dinamarca 1:41,382                                                         | Miroslav Kirchev Bulgaria 1:42,155                                                    |
| K2 500 m (13.07)  | Emanuel Silva João Ribeiro Portugal 1:31,030                                                              | Sébastien Jouve Maxime Beaumont Francia 1:31,342                                        | Raman Piatrushenka · Vadzim Majneu · Bielorrusia · 1:31,378                           |
| K1 1000 m (12.07) | Aleh Yurenia · Bielorrusia · 3:27,455                                                                     | René Poulsen Dinamarca 3:28,711                                                         | Max Hoff · Alemania · 3:30,388                                                        |
| K2 1000 m (12.07) | Max Rendschmidt · Marcus Groß · Alemania · 3:06,792                                                       | Arnaud Hybois Étienne Hubert Francia 3:07,306                                           | Erik Vlček · Juraj Tarr · Eslovaquia · 3:07,905                                       |
| K4 1000 m (13.07) | Daniel Havel · Lukáš Trefil · Josef Dostál · Jan Štěrba · República Checa · 2:54,824                      | Marek Krajčovič · Matej Michálek · Gábor Jakubík · Viktor Demin · Eslovaquia · 2:55,179 | Fernando Pimenta João Ribeiro Emanuel Silva David Fernandes Portugal 2:56,932         |
| K1 5000 m (13.07) | Max Hoff · Alemania · 19:47,102                                                                           | René Poulsen Dinamarca 19:48,893                                                        | Fernando Pimenta Portugal 19:54,713                                                   |
| C1 200 m (13.07)  | Alexei Korovashkov · Rusia · 42,440                                                                       | Alfonso Benavides · España · 43,033                                                     | Hélder Silva Portugal 43,418                                                          |
| C2 200 m (13.07)  | Alexei Korovashkov · Ivan Shtyl · Rusia · 37,570                                                          | Robert Nuck · Stefan Holtz · Alemania · 38,450                                          | Alexandru Dumitrescu · Victor Mihalachi · Rumania · 39,124                            |
| C1 500 m (13.07)  | Martin Fuksa · República Checa · 1:50,433                                                                 | Sebastian Brendel · Alemania · 1:50,591                                                 | Dzianis Harazha · Bielorrusia · 1:51,700                                              |
| C2 500 m (13.07)  | Alexei Korovashkov · Ivan Shtyl · Rusia · 1:41,067                                                        | Alexandru Dumitrescu · Victor Mihalachi · Rumania · 1:43,223                            | Tomasz Kaczor · Vincent Słomiński · Polonia · 1:43,974                                |
| C1 1000 m (12.07) | Sebastian Brendel · Alemania · 3:54,822                                                                   | Attila Vajda · Hungría · 3:55,577                                                       | Viktor Melantiev · Rusia · 3:57,676                                                   |
| C2 1000 m (12.07) | Henrik Vasbányai · Róbert Mike · Hungría · 3:31,449                                                       | Alexei Korovashkov · Ilia Pervujin · Rusia · 3:32,788                                   | Jaroslav Radoň · Filip Dvořák · República Checa · 3:35,467                            |
| C4 1000 m (12.07) | Dzmitri Rabchanka · Dzmitri Vaitsishkin · Dzianis Harazha · Aliaxandr Vauchetski · Bielorrusia · 3:17,912 | András Vass · Tamás Kiss · Pál Sarudi · Dávid Varga · Hungría · 3:19,316                | Denys Kovalenko · Elnur Ajadov · Dmytro Yanchuk · Taras Mishchuk · Ucrania · 3:20,007 |
| C1 5000 m (13.07) | Sebastian Brendel · Alemania · 21:48,823                                                                  | Eduard Shemetylo · Ucrania · 22:47,687                                                  | Pavel Petrov · Rusia · 22:53,951                                                      |

### Femenino
| Evento            | Oro                                                                             | Plata                                                                                              | Bronce                                                                                |
| ----------------- | ------------------------------------------------------------------------------- | -------------------------------------------------------------------------------------------------- | ------------------------------------------------------------------------------------- |
| K1 200 m (13.07)  | Danuta Kozák · Hungría · 43,103 s                                               | Yelena Terejova · Rusia · 43,533 s                                                                 | Teresa Portela Portugal 43,722 s                                                      |
| K2 200 m (13.07)  | Marharyta Tsishkevich · Maryna Litvinchuk · Bielorrusia · 38,208                | Anna Kárász · Ninetta Vad · Hungría · 38,264                                                       | Jessica Walker Angela Hannah Reino Unido 38,289                                       |
| K1 500 m (13.07)  | Danuta Kozák · Hungría · 1:51,057                                               | Franziska Weber · Alemania · 1:52,300                                                              | Teresa Portela Portugal 1:52,760                                                      |
| K2 500 m (13.07)  | Gabriella Szabó · Tamara Csipes · Hungría · 1:43,897                            | Karolina Naja · Beata Mikołajczyk · Polonia · 1:44,464                                             | Nikolina Moldovan Olivera Moldovan Serbia 1:44,565                                    |
| K4 500 m (12.07)  | Gabriella Szabó · Danuta Kozák · Anna Kárász · Ninetta Vad · Hungría · 1:30,847 | Marta Walczykiewicz · Ewelina Wojnarowska · Karolina Naja · Beata Mikołajczyk · Polonia · 1:31,926 | Yelena Aniushina · Kira Stepanova · Vera Sobetova · Natalia Lobova · Rusia · 1:32,366 |
| K1 1000 m (12.07) | Tamara Csipes · Hungría · 3:56,643                                              | Sofia Paldanius · Suecia · 3:56,700                                                                | Anastasiya Jaritonova · Rusia · 3:58,292                                              |
| K2 1000 m (12.07) | Sofiya Yurchanka · Aliaxandra Hryshyna · Bielorrusia · 3:35,225                 | Erika Medveczky · Alíz Sarudi · Hungría · 3:37,363                                                 | Sabrina Hering · Steffi Kriegerstein · Alemania · 3:37,474                            |
| K1 5000 m (13.07) | Erika Medveczky · Hungría · 21:59,990                                           | Maryna Litvinchuk · Bielorrusia · 22:06,442                                                        | Berenike Faldum Bulgaria 22:08,019                                                    |
| C1 200 m (13.07)  | Staniliya Stamenova Bulgaria 48,702                                             | Zsanett Lakatos · Hungría · 50,030                                                                 | Irina Andreyeva · Rusia · 50,634                                                      |
| C2 500 m (13.07)  | Zsanett Lakatos · Kincső Takács · Hungría · 2:05,875                            | Daryna Kastsiuchenka · Volha Klimava · Bielorrusia · 2:06,084                                      | Natalia Marasanova · Olesia Romasenko · Rusia · 2:10,988                              |

## Medallero
| Núm. | País            | Oro | Plata | Bronce | Total |
| ---- | --------------- | --- | ----- | ------ | ----- |
| 1    | Hungría         | 8   | 5     | 0      | 13    |
| 2    | Alemania        | 6   | 3     | 2      | 11    |
| 3    | Bielorrusia     | 4   | 2     | 2      | 8     |
| 4    | Rusia           | 3   | 2     | 7      | 12    |
| 5    | República Checa | 2   | 0     | 1      | 3     |
| 6    | Portugal        | 1   | 0     | 5      | 6     |
| 7    | Bulgaria        | 1   | 0     | 2      | 3     |
| 8    | Serbia          | 1   | 0     | 1      | 2     |
| 9    | Dinamarca       | 0   | 3     | 0      | 3     |
| 10   | Polonia         | 0   | 2     | 1      | 3     |
| 11   | Francia         | 0   | 2     | 0      | 2     |
| 12   | Reino Unido     | 0   | 1     | 2      | 3     |
| 13   | Eslovaquia      | 0   | 1     | 1      | 2     |
| 13   | Rumania         | 0   | 1     | 1      | 2     |
| 13   | Ucrania         | 0   | 1     | 1      | 2     |
| 16   | España          | 0   | 1     | 0      | 1     |
| 16   | Lituania        | 0   | 1     | 0      | 1     |
| 16   | Suecia          | 0   | 1     | 0      | 1     |
|      | TOTAL           | 26  | 26    | 26     | 78    |